# Senuma Kayō
Senuma Kayō (瀬沼夏葉) (11 de dezembro de 1875 – 28 de fevereiro de 1915) foi uma tradutora e professora de japonês. Ela foi a primeira mulher a traduzir literatura russa para japonês. 

## Infância e educação
Senuma nasceu Ikuko Yamada em 11 de dezembro de 1875 no que é agora Takasaki, Gunma. Ela cresceu como membro da igreja ortodoxa oriental e frequentou uma escola religiosa para meninas em Surugadai, Tóquio. Ela obteve excelentes notas e se formou em 1892. Após a formatura, começou a escrever para uma revista literária e teve seus trabalhos publicados em muitas edições. Em 1896, ela recebeu livros russos de Nicholas do Japão e aprendeu a lê-los com a ajuda de Senuma Kakusaburo, um sacerdote da Catedral da Ressurreição de Tóquio. Eles se casaram em 1897 e tiveram seis filhos.

## Carreira
Kakusaburo apresentou-a a Ozaki Kōyō, que a aceitou como discípula e a recebeu em seu grupo literário. Ela publicou muitas de suas primeiras traduções com ele até sua morte em 1903. Senuma também fazia parte da equipe da revista literária feminista Seito.
Senuma traduziu principalmente obras de Anton Chekov e Fyodor Dostoevsky. Ela foi a primeira mulher japonesa a traduzir diretamente do russo para o japonês durante um período em que muitos tradutores japoneses traduziam do inglês. Um de seus trabalhos mais conhecidos foi uma tradução parcial de Poor Folk, de Dostoiévski, da qual ela traduziu apenas a história de Varvara. Traduziu também o Tio Vanya, de Chekov, e O Jardim das Cerejeiras, o Vento Nordeste de Aleksei Nicholaevich Budischev; e obras de Ivan Turgenev. Seu pseudônimo era Senuma Kayō. Ela visitou a Rússia duas vezes, uma vez em 1909 e novamente em 1911. 
Suspeita-se de que algumas de suas traduções, principalmente uma tradução incompleta da Anna Karenina de Leo Tolstoi, tenham sido, na verdade, traduzidas pelo marido. O estudioso Satoko Kan sugere que, embora Anna Karenina provavelmente tenha sido traduzida por Kakusaburo, Poor Folk não foi.
Senuma morreu em 28 de fevereiro de 1915 de complicações ao dar à luz seu sétimo filho.